# 第15独立砲兵偵察旅団 (ウクライナ陸軍)
第15独立砲兵偵察旅団（だい15どくりつほうへいていさつりょだん、ウクライナ語: 15 та окрема бригада артилерійської розвідки、略称：15 обар）は、ウクライナ陸軍の旅団。ウクライナ陸軍司令部直轄の旅団で、第15ロケット砲兵連隊から改編された。

## 沿革
- 1942年]8月6日 - 第337ロケット砲兵旅団としてモスクワで創隊。
  - 9月12日 - ヴォロネジ戦線で戦闘開始。
- 1943年2月 - クルスクの戦いに参加。
- 1991年8月24日 - ヴェルホーヴナ・ラーダに従属。
- 1992年1月19日 - ウクライナ陸軍に編入。
- 2003年 - 第337ロケット砲兵旅団は第15ロケット砲兵連隊に再編。
- 2014年8月26日 - ドンバス戦争でユーリー・コマール（ウクライナ語版）軍曹が戦死[1]。
- 2023年11月3日 - ウォロディミル・ゼレンスキー大統領より「チョールニー・リース」（ウクライナ語: Чорний ліс、黒森）の名誉称号を授与される[2]。
- 2024年12月4日、ウォロディミル・ゼレンスキー大統領より勇気と勇敢さに対する栄誉賞を授与された[3]。

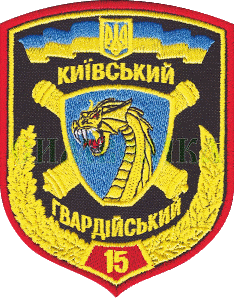
第15ロケット砲兵連隊章
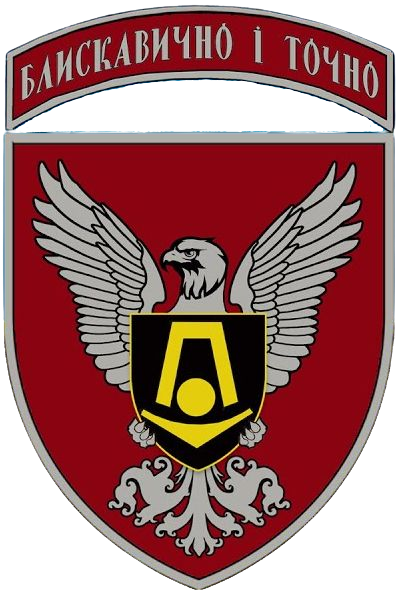
旧第15独立砲兵偵察旅団章
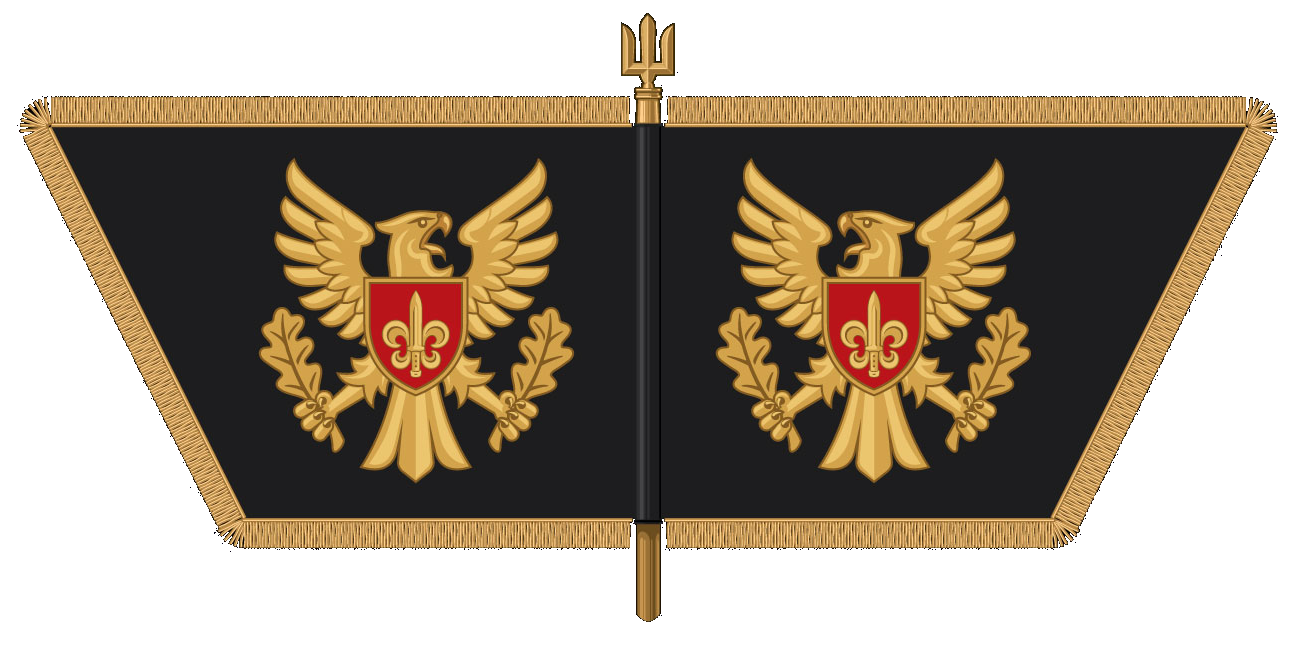
第15独立砲兵偵察旅団旗

## 主要装備
旅団の主要装備は以下のとおりである。
- BM-30
- BRDM-2

## 主要幹部
| 官職名                 | 階級 | 氏名                     |
| ---------------------- | ---- | ------------------------ |
| 第15ロケット砲兵連隊長 | 大佐 | オレグ・ディディチェンコ |